# Махалица, Хенрик
Хенрик Махалица (пол. Henryk Machalica; 18 июня 1930 – 1 ноября 2003, Варшава) — польский актёр театра, кино, радио, телевидения, также актёр озвучивания.

## Биография
Хенрик Махалица родился 18 июня 1930 года в д. Хыбе. Дебютировал в театре в 1953 г. Актёр театров в Бельско-Бяле, Еленя-Гуре, Валбжихе, Зелёна-Гуре, Белостоке, Познани, Варшаве. Выступал в спектаклях «театра телевидения» в 1961—2001 гг. и «театра Польского радио» в 1985—2003 гг. Умер 1 ноября 2003 года в Варшаве, похоронен на кладбище Старые Повонзки.
Его сыновья — актёры Александер Махалица (род. 1952) и Пётр Махалица (1955—2020).

## Избранная фильмография

### актёр
- 1967 — Прыжок / Skok
- 1972 — 150 км в час / 150 na godzinę
- 1973 — Большая любовь Бальзака / Wielka miłość Balzaka
- 1974 — Сколько той жизни / Ile jest życia
- 1975 — Моя война, моя любовь / Moja wojna, moja miłość
- 1977 — Страсть / Pasja
- 1978 — Семья Поланецких / Rodzina Połanieckich
- 1981 — Лимузин Даймлер-Бенц / Limuzyna Daimler-Benz
- 1982 — Пансион пани Латтер / Pensja pani Latter
- 1983 — Волчица / Wilczyca
- 1983 — Верная река / Wierna rzeka
- 1984 — Марыня / Marynia
- 1984 — Женщина в шляпе / Kobieta w kapeluszu
- 1985 — Райская яблоня / Rajska jabłoń
- 1986 — Пульс / Tętno
- 1986 — Чужеземка / Cudzoziemka
- 1986 — Перстень и роза / Pierścień i róża
- 1987 — Борис Годунов
- 1988 — Алхимик / Alchemik
- 1988 — Невероятное путешествие Бальтазара Кобера / Niezwykła podróż Baltazara Kobera
- 1988 — Пограничье в огне / Pogranicze w ogniu (только в 1-й серии)
- 1988 — Между волки / Pomiędzy wilki
- 1988 — Мастер и Маргарита / Mistrz I Małgorzata
- 1989 — Капитал, или Как сделать деньги в Польше / Kapitał, czyli jak zrobić pieniądze w Polsce
- 1989 — Ночной гость / Nocny gość
- 1990 — Аморальная история / Historia niemoralna
- 1990 — Мария Кюри, почтенная женщина / Marie Curie. Une femme honorable
- 1992 — Энак / Enak
- 1992 — Выброшенные из жизни / Zwolnieni z życia
- 1993 — Эскадрон / Szwadron
- 1995 — Дама с камелиями / Dama Kameliowa
- 1995 — История о мастере Твардовском / Dzieje mistrza Twardowskiego
- 1998 — Золото дезертиров / Złoto dezerterów
- 2001 — Чёрный пляж / La plage noire

#### польский дубляж
- актёрские фильмы / сериалы: Деревенская жизнь, Звёздный путь: Вояджер, Я, Клавдий
- мультфильмы / мультсериалы: Анастасия, Геркулес, Горбун из Нотр-Дама, Мулан

## Признание
- 1975 — Золотой Крест Заслуги.